# Сигаево
Сига́ево — село в Удмуртии, административный центр Сарапульского района и самый большой его населённый пункт.

## Географическое положение
Расположено в 6 км к югу от центра Сарапула, в непосредственной близости от его границы. Рядом с селом протекают речки Малая Сарапулка и её приток Межная. Село расположено в 5 км от Камы и в 3 км от железнодорожной станции Сарапул. Через село проходит автомобильная дорога Сарапул — Каракулино.

## Население
| 2002 | 2008  | 2010  | 2012  | 2021  |
| ---- | ----- | ----- | ----- | ----- |
| 5845 | ↘5775 | ↘5648 | ↗5659 | ↘5153 |

## История
До революции Сигаево входило Сарапульский уезд Вятской губернии. По данным десятой ревизии в 1859 году в 40 дворах удельной деревни Сигаева проживало 280 человек, работали православная часовня и 2 мельницы.
В 1923 году входит в Сарапульский округ Уральской области и становится центром Сигаевского сельсовета. На 1928 год население деревни составляло 518 человек.
Указом Президиума Верховного Совета УАССР от 7 февраля 1991 года центр Сарапульского района перенесён из Сарапула в Сигаево.

## Культура и социальная сфера
В настоящее время в Сигаево работают МБОУ «Сигаевская средняя общеобразовательная школа», МБОУ НОШ с. Сигаево, МБУ ДО Центр развития творчества детей и юношества «Потенциал» (Муниципальный опорный центр Сарапульского района), МБУ ДО «Детская школа искусств Сарапульского района», МБУ ДО «Детско-юношеская спортивная школа», МБДОУ детский сад с. Сигаево, МБУК «Межпоселенческая Центральная библиотека Сарапульского района», ФОК «Факел», больница, Районный культурный центр «Спектр».
В селе располагается БОУ СПО «Сарапульский политехнический колледж».

## Экономика
ЗАО «Сарапульский СМУ», ОАО Сарапул ДП, ООО «Спецтехтранс», колхоз «Новый путь».